# کونوور (کارولینای شمالی)
کونوور (به انگلیسی: Conover) شهری در ایالت کارولینای شمالی کشور ایالات متحده آمریکا است که جمعیت آن در سرشماری سال ۲۰۱۰ میلادی، ۸٬۱۶۵ نفر بوده‌است.